# Девід Г. Ал
Девід Г. Ал (нар. 1939) — засновник журналу «Creative Computing». А також автор багатьох посібників, включно з «BASIC Computer Games», першої книги про комп'ютери, більше мільйона копій якої було розкуплено. 